# Mediterranean Expeditionary Force
Mediterranean Expeditionary Force (M.E.F.) (dt.: Expeditionsstreitkraft Mittelmeer) war die Bezeichnung des Expeditionskorps der britischen Armee, das während des Ersten Weltkriegs im Mittelmeerraum, insbesondere in der Schlacht von Gallipoli und an der Salonikifront, eingesetzt wurde. Es ist zu unterscheiden von der Egyptian Expeditionary Force, die im späteren Sinai- und Palästinafeldzug zum Einsatz kam.

## Geschichte

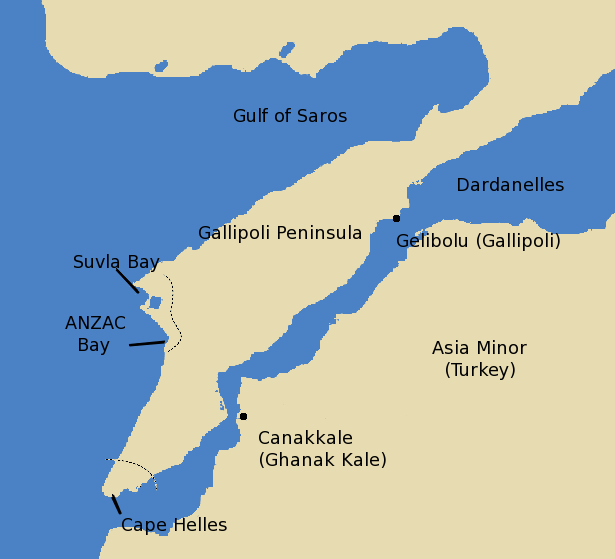
Kriegsschauplatz Gallipoli

Die Mediterranean Expeditionary Force wurde am 11. März 1915 unter dem Befehl von General Ian Hamilton mit Hauptquartier in Alexandria gebildet. Die auf der Halbinsel Gallipoli geplante amphibische Landung sollte den Durchmarsch durch die Dardanellen erzwingen, um die Seeverbindung über das Schwarze Meer zum verbündeten Russischen Kaiserreich herzustellen sowie den Kriegsgegner Osmanisches Reich durch Besetzung seiner Hauptstadt Istanbul auszuschalten.
Über die folgenden Wochen wurden ihre Truppen auf Limnos und Moudros versammelt, wo sie auf die Landungen vorbereitet wurden. Diese fanden, nachdem mehrere reine Marineunternehmungen von den Türken abgewehrt worden waren, am 25. April 1915 am Kap Helles und bei Gaba Tepe (ANZAC Cove) statt. Ägypten fungierte als Operationsbasis dieses Feldzugs, die dortigen Truppen wurden von General John Maxwell befehligt.
Am 14. Oktober 1915 übernahm General Charles Monro den Befehl über die M.E.F. von General Hamilton. Er bezog sein Hauptquartier auf Imbros. Das Kommando wurde geteilt und die Streitkräfte auf Gallipoli fortan als Dardanelles Army (General Birdwood) bezeichnet, während in Griechenland die British Salonika Army (General Mahon) gebildet wurde. Monro leitete in der Folge den Abzug von Gallipoli, nach dessen Abschluss er am 9. Januar 1916 in Ägypten den Befehl über die M.E.F. an seinen Nachfolger Archibald Murray übergab. Unter diesem wurde Anfang März 1916 die Kommandostruktur in Ägypten vereinigt und die Mediterranean Expeditionary Force in Egyptian Expeditionary Force umbenannt.

## Unterstellte Verbände
April 1915:
- Royal Naval Division (Archibald Paris)
- 29th Division (Aylmer Hunter-Weston)
- Australian and New Zealand Army Corps (William Birdwood)
  - Australian 1st Division (William Throsby Bridges)
  - New Zealand and Australian Division (Alexander Godley)

August 1915:
- VIII. Corps (Aylmer Hunter-Weston, Kap Helles)
  - 29th Division (Henry de Beauvoir de Lisle)
  - 42nd (East Lancashire) Division (William Douglas)
  - 52nd (Lowland) Division (Granville G. A. Egerton)
  - Royal Naval Division (Archibald Paris)
- IX. Corps (Frederick Stopford, Suvla-Bucht)
  - 10th (Irish) Division (Bryan Mahon)
  - 11th (Northern) Division (Edward Fanshawe)
  - 13th (Western) Division (F. C. Shaw)
  - 53rd (Welsh) Division (William R. Marshall)
  - 54th (East Anglian) Division (Francis S. Inglefield)
  - 2nd Mounted Division (William Peyton)
- Australian and New Zealand Army Corps (William Birdwood, Anzac Cove)
  - Australian 1st Division (Harold Walker)
  - Australian 2nd Division (James Gordon Legge)
  - New Zealand and Australian Division (Andrew Hamilton Russell)
  - Indian 29th Brigade (Herbert Vaughan Cox)